# Hosenbügler

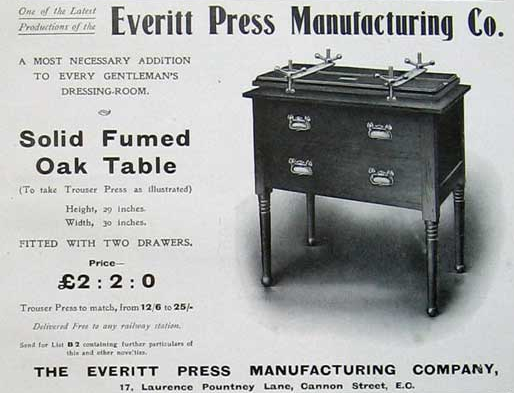
Werbung für Everitt Hosenbügler, 1907

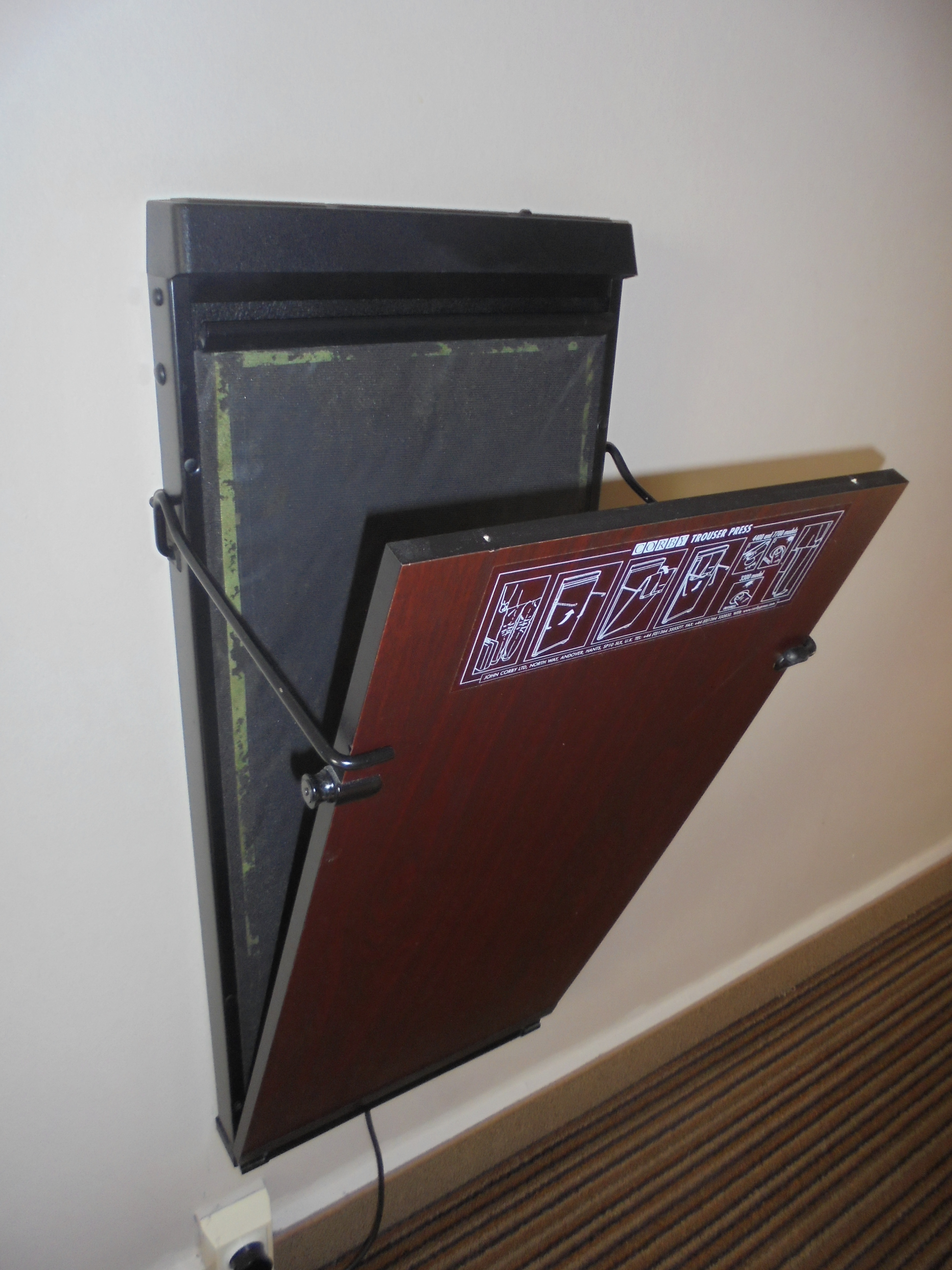
Wandmontierter elektrischer Hosenbügler von Corby

Ein Hosenbügler (auch Hosenpresse oder Hosenbügelpresse) ist ein Gerät zum Glätten von Hosen und gleichzeitig zum Herbeiführen der gewünschten Bügelfalte.

## Geschichte
Nach dem Erscheinen von Hosen mit Bügelfalten kamen um 1900 die ersten mechanischen Hosenbügler, welche allein auf Druck basierten, auf den Markt. Der bekannteste Hersteller von Hosenbüglern ist das britische Unternehmen Corby. John Corby entwickelte 1929 einen mechanischen Hosenbügler, welcher senkrecht aufgehängt und aufgeklappt werden konnte. 1930 eröffnete er in Windsor das Unternehmen John Corby Company, um Herrendiener zu fertigen. Später kombinierte Corby Herrendiener mit den Hosenbügler. In den 1960er Jahren wurde der Hosenbügler von Corby durch Hinzufügen einer Widerstandsheizung verbessert.
Die Zielgruppe waren reisende Geschäftsleute, die auf eine makellose Geschäftskleidung angewiesen waren. Die Hosenbügler waren für Jahrzehnte eine weitverbreitete Ausrüstung in Mittelklassehotels. Mit der steigenden Akzeptanz der informellen Geschäftskleidung (Casual Wear) nimmt die Nutzung des Hosenbüglers ab.

## Kulturelle Rezeption
Der Hosenbügler gilt als konservativ und wurde von der Underground Musikgruppe Bonzo Dog Doo-Dah Band im Song Trouser Press karikiert. Dieser Songtitel gilt als Vorlage für den Namen des US-amerikanischen Musikjournals Trouser Press. Außerdem nutzt der britische Komiker Bill Bailey den Hosenbügler als Stilelement.